# Jan Leszek Adamczyk
Jan Leszek Adamczyk (ur. 12 stycznia 1951 w Kielcach, zm. 12 stycznia 2010) – polski historyk sztuki, profesor Politechniki Świętokrzyskiej.

## Życiorys
Urodził się 12 stycznia 1951 roku w Kielcach. Był synem nauczycieli Stanisława i Heleny ze Szczerczaków. Maturę uzyskał w 1968 roku w II Liceum Ogólnokształcącym im. J. Śniadeckiego w Kielcach. W roku następnym rozpoczął studia na Wydziale Filozoficzno-Historycznym Uniwersytetu Jagiellońskiego na kierunku historii sztuki. Pracę magisterską napisaną pod kierunkiem prof. Lecha Kalinowskiego, zatytułowaną Dwie formy wnętrza kościoła benedyktynek w Staniątkach obronił w 1975 roku.
W końcu 1983 roku był na stypendium w Finlandii, na wydziale urbanistyki i architektury Politechniki w Helsinkach. W 1986 roku jako pracownik PKZ krótko przebywał na Łotwie, gdzie prowadził badania architektoniczne barokowej kamienicy na ryskiej starówce przy ul. Kaleju 4.
W 1989 w Instytucie Historii Kultury Materialnej PAN w Warszawie obronił dysertację doktorską na temat przemian przestrzennych i funkcji Wzgórza Zamkowego w Kielcach w latach 1637–1789, napisaną pod kierunkiem prof. dra hab. Jana Pazdura. Habilitował się na Wydziale Architektury Politechniki Wrocławskiej w 2005 roku na podstawie pracy Fortyfikacje stałe na polskim przedmurzu od połowy XV do końca XVII wieku.
Wynikiem jego współpracy z kieleckim rysownikiem i architektem Tadeuszem Wróblem, były bogato ilustrowane książki popularyzujące wiedzę o zabytkach: Portrety zabytków Kielc (2004 i 2008) i Zabytki architektury na Kielecczyźnie (2005).
Żonaty dwukrotnie. Z pierwszego małżeństwa ze Stefanią Węgrzyn, historykiem sztuki, miał syna Mateusza (ur. 1981, architekt). Anna z domu Adamczyk była drugą żoną i też jest historykiem sztuki.
Zmarł w Kielcach 12 stycznia 2010, pochowany na cmentarzu komunalnym w Cedzynie.

### Praca zawodowa
- 1968–1969, 1975–1976, pracownik, Muzeum Narodowe, Kielce.
- 1976–1977, zajęcia z historii sztuki dla pierwszego roku polonistyki, Wyższa Szkoła Pedagogiczna, Kielce.
- 1977–1980, asystent scenografa w Wytwórni Filmów Telewizyjnych[2], Katowice.
- 1980, specjalista ds. kulturalno-oświatowych, Kombinat Budownictwa Węglowego, Katowice.
- 1980–1991, Pracownia Dokumentacji Naukowo-Historycznej PP Pracowni Konserwacji Zabytków, Oddział w Kielcach.
- 1981–1991, kierował zespołem opracowującym studium historyczno-urbanistyczne centrum Kielc, Pracownia Konserwacji Zabytków Oddział w Kielcach.
- 1991–2002, prowadził studia nad urbanistyką i krajobrazem kulturowym północnej Małopolski, Regionalny Ośrodek Studiów i Ochrony Środowiska Kulturowego, Kielce.
- 1997–1999 prowadził zajęcia z historii kultury materialnej dla studentów zaocznych Wszechnicy Świętokrzyskiej w Kielcach.
- 1996–2000 wykłady dla studentów Wydziału Budownictwa Lądowego, Politechnika Świętokrzyska, Kielce.
- 1999–2002 uczestniczył jako główny wykonawca w zespole z Politechniki Świętokrzyskiej, który pod kierunkiem prof. Tadeusza Polaka, realizował projekt badawczy „Miasta obronne na kresach wschodnich dawnej Rzeczypospolitej przed 1772 r.”, finansowany przez Komitet Badań Naukowych. Jego udział polegał głównie na opracowaniu informacji historycznych, stanu badań i zachowanych źródeł dotyczących fortyfikacji miast na terenach zachodnich dzisiejszej Ukrainy, Białorusi i Litwy.
- 2005–2010, profesor historii sztuki, Politechnika Świętokrzyska, Kielce.

Źródło.

## Działalność społeczna
- 1986, członek i wiceprezes kieleckiego Oddziału Stowarzyszenia Historyków Sztuki i m.in. pomysłodawca, współorganizator sesji „Dwór polski w XIX wieku”.

## Publikacje
- Ikonografia zabytków Kielecczyzny w grafice i rysunku, Wyd.: Biuro Dokumentacji Zabytków w Kielcach. Kielce 1980, 96 stron.
- Dom własny Maksymiliana Strasza oraz projekt siedziby Rządu Gubernialnego Krakowskiego jego autorstwa w Kielcach, Seria: Źródła do dziejów Kielc. Wyd.: Biuro Dokumentacji Zabytków w Kielcach. Kielce 1982, 16 stron.
- Kielce na mapach z lat 1799 i 1804, próba rekonstrukcji układu komunikacyjnego miasta z około 1800 r., Seria: Źródła do dziejów Kielc. Wyd.: Biuro Dokumentacji Zabytków w Kielcach. Kielce 1982, 12 stron.
- Kielce na planach z lat 1821 i 1823, Seria: Źródła do dziejów Kielc. Wyd.: Biuro Dokumentacji Zabytków w Kielcach. Kielce 1983, 16 stron.
- Park miejski w Kielcach, Oprac.: J.L. Adamczyk, J. Szczepański. Seria: Źródła do dziejów Kielc. Wyd.: Biuro Dokumentacji Zabytków w Kielcach. Kielce 1983, 22 strony.
- Pomiar Kielc z 1872 roku, Seria: Źródła do dziejów Kielc. Wyd.: Biuro Dokumentacji Zabytków w Kielcach. Kielce 1984, 31 stron.
- Wzgórze Zamkowe w Kielcach, Wyd.: Wojewódzki Ośrodek Archeologiczno-Konserwatorski w Kielcach, Wydział Kultury i Sztuki Urzędu Miejskiego w Kielcach. Kielce 1991, 196 stron.
- Rynek w Kielcach. Przekształcenia przestrzenne i zabudowa mieszczańska Kielc lokacyjnych w XVII – XIX wieku. Szkic historyczny: osada wczesnośredniowieczna i Kielce lokacyjne w średniowieczu. Wstęp: A. Kozalski, Wyd.: Regionalny Ośrodek Studiów i Ochrony Środowiska Kulturowego. Kielce 1993 i 2005, 180 stron – w tym szkic A. Kozalskiego liczy 7 stron.
- Inwentarz miast na terenie dawnego województwa sandomierskiego, Seria: Materiały do badań nad urbanistyką Sandomierszczyzny. Wyd.: Regionalny Ośrodek Studiów i Ochrony Środowiska Kulturowego. Kielce 1996 (stron 152 + IX).
- Fortyfikacje miast na wschodnich kresach dawnej Rzeczypospolitej przed 1772 r., oprac.: T. Polak, J.L. Adamczyk. 1. materiały kartograficzne, Kielce 2001, stron 132; 2. katalog miast i osad miejskich z dziełami fortecznymi, Kielce 2002, stron 253; 3. stan zachowania. Kielce 2002 (stron 41 + XCV). Wyd.: Politechnika Świętokrzyska, Wydział Budownictwa i Inżynierii Środowiska, Katedra Architektury i Ochrony Budowli Zabytkowych.
- Fortyfikacje stałe na polskim przedmurzu od połowy XV do końca XVII wieku, seria: Monografie, studia rozprawy. Nr 48. Wyd.: Politechnika Świętokrzyska. Kielce 2004, 249 stron.

### Artykuły i prace zbiorowe
- Dwie formy wnętrza kościoła benedyktynek w Staniątkach. Zeszyty Naukowe Uniwersytetu Jagiellońskiego, seria Prace z Historii Sztuki, z. 16: 1981, s. 23–38.
- Historia i topografia Suomenlinny. Ochrona Zabytków 1985, nr 3–4, s. 291–297.
- Odpowiedź na recenzję Źródeł do dziejów Kielc. Rocznik Muzeum Narodowego w Kielcach”, t. 14, 1985, s. 377–379.
- Dworki miejskie – kanonie w Kielcach. W Dwór polski w XIX wieku. Zjawisko historyczne i kulturowe. Red.: J.Baranowski. Materiały seminarium Stowarzyszenia Historyków Sztuki, Kielce, marzec 1986. Wyd.: Stowarzyszenie Historyków Sztuki. Warszawa 1992, s. 185–199.
- Średniowieczna architektura cysterska na Kielecczyźnie. W Cystersi, misjonarze Europy. Materiały z sesji zorganizowanej w Kielcach dniach 17–18 września 1994 roku z okazji obchodów Europejskich Dni Dziedzictwa. Wyd.: Regionalny Ośrodek Studiów i Ochrony Środowiska Kulturowego. Kielce 1994, s. 25–42.
- Kielecka rezydencja biskupów krakowskich. W Siedziby biskupów krakowskich na terenie dawnego województwa sandomierskiego. Materiały z sesji naukowej, Kielce 20 IX 1997. Wyd.: Regionalny Ośrodek Studiów i Ochrony Środowiska Kulturowego. Kielce 1997, s. 87–90.
- Wytyczne konserwatorskie dla zespołu zamkowego – głos w dyskusji nad projektem rewaloryzacji Wzgórza Zamkowego w Kielcach. W Conservatio aeterna creatio est. Seminarium z okazji 50-lecia pracy w ochronie i konserwacji zabytków Profesora Tadeusza Polaka. Wyd.: Wydział Budownictwa Lądowego Politechniki Świętokrzyskiej w Kielcach. Kielce 1998, s. 51–60.
- Próba zagospodarowania dawnych posesji kanoniczych przed katedrą – niezrealizowany projekt drukarni „Jedność” z lat dwudziestych. W Architektura pierwszych dziesięcioleci XX wieku w Kielcach. Materiały z sesji naukowej – Kielce, 19 września 1998. Wyd.: Regionalny Ośrodek Studiów i Ochrony Środowiska Kulturowego. Kielce 1999, s. 115–122.
- Europejski Orient, Sprawy Nauki nr 5 (110), 2005 (s. 15).
- Fortyfikacje stałe na obszarze Wielkiego Księstwa Ruskieg, W kręgu Hadziacza, 2008.
- Rozwój przestrzenny i zabudowa Kielc (w druku).

### Hasła
- Jan Michał Link, Bernardo Morando, Tylman z Gameren, Jan de Witte, Andrzej Fredro, Jan Jaroszewicz, Kasper Fotyga, Wacław Borowiecki. Słownik Biograficzny Techników Polskich, 2008–2009.

### Prace o charakterze popularnonaukowym i literackim
- Wybór, utwór literacki, Młodzieżowa Agencja Wydawnicza, 1981, stron 143.
- Fabryka tektury w Dołach Biskupich, dawniej „Witulin”, pomnik kultury materialnej, Wyd.: Biuro Dokumentacji Zabytków w Kielcach. Kielce 1982, stron 61, i w Spotkania z Zabytkami, nr 2, 1983, s. 52–53.
- Przewodnik po zabytkach architektury i budownictwa Kielc. Oprac.: J.L. Adamczyk. Wyd.: Wydawnictwo Pedagogiczne ZNP. Kielce 1998, stron 91.
- Między Wisłą a Pilicą. Skarby przyrody i kultury. [album] – fotografie P. Pierściński. Tekst [dwujęzyczny] – opracowanie zbiorowe. Wyd.: „idea Media”. Lublin 2001, stron 383, w tym tekstu 80 stron; udział J.L.A. 33 strony.
- Portrety zabytków Kielc. [tekst: J.L. Adamczyk; rysunki: T. Wróbel]. Kielce 2004, [stron 63]
- Zabytki architektury na Kielecczyźnie. [tekst: J.L. Adamczyk, rysunki: T. Wróbel]. Kielce 2005, 128 stron.

## Nagrody i wyróżnienia
- 1980 – główna nagroda w ogólnopolskim konkursie imienia ks. prof. dra Szczęsnego Dettloffa organizowanym przez Stowarzyszenie Historyków Sztuki na prace naukowe młodych członków Stowarzyszenia.
- 1986 – Nagroda Muzeum Techniki NOT, Polskie Towarzystwo Historii Techniki za książkę Fabryka tektury w Dołach Biskupich, dawniej „Witulin”, pomnik kultury materialnej.
- 1992 – Nagroda Ministra Kultury i Sztuki, Generalnego Konserwatora Zabytków i Stowarzyszenia Konserwatorów Zabytków za Wzgórze Zamkowe w Kielcach, jako najlepsza praca studialna, naukowa i popularyzatorska w zakresie ochrony zabytków i muzealnictwa.